# Punta Chueca
Punta Chueca (Socaaix en idioma seri) es una localidad del estado mexicano de Sonora. Es la mayor concentración poblacional de la etnia seri y una de las dos localidades de esa comunidad en el estado, junto con El Desemboque.
Punta Chueca se localiza en las coordenadas 29°00′53″N 112°09′37″O / 29.01472, -112.16028 y tiene una altitud de 10 metros sobre el nivel del mar, y se encuentra a unos 20 kilómetros al norte de la población de Bahía de Kino siendo un puerto en el golfo de California, Punta Chueca es el punto de tierra firme más cercano a la isla Tiburón, de la que la separa únicamente el estrecho del Infiernillo, cuenta con pequeños establecimientos comerciales, una escuela pública primaria y una telesecundaria, el total de habitantes de acuerdo al Conteo de Población y Vivienda de 2005 realizado por el Instituto Nacional de Estadística y Geografía es de 405, siendo 193 hombres y 212 mujeres.